# LASIK
 Der er for få eller ingen kildehenvisninger i denne artikel, hvilket er et problem. Du kan hjælpe ved at angive troværdige kilder til de påstande, som fremføres i artiklen.

LASIK (LASer assisted In situ Keratomileusis) behandling har igennem mere end tyve år været "the golden standard" i forbindelse med laserbehandling af synsfejl pga. det begrænsede patient-oplevede ubehag, den hurtige synsrestitution, den store behandlingspræcision og den minimale risiko for hornhinde-uklarheder efter behandling.
LASIK teknikken er blevet udviklet og forbedret igennem årene, men besidder desværre stadig den store og grundlæggende "achilleshæl", at hornhinden vedvarende er svækket efter behandlingen. I modsætning hertil svækker SMILE-laserbehandlingen langt mindre grundet en knap fire mm lang overfladisk adgang til den linseformede vævsskive, som er formet af laseren. LASIK-hornhindesvækkelsen er baggrunden for, at metoden ikke anvendes til behandling af synsfejl hos bl.a. piloter, soldater, politifolk og professionelle sportsudøvere, og den blivende svaghed er også en væsentlig årsag til, at nogle fagfolk har været forbeholdne overfor LASIK-teknikken.
Ved LASIK skæres (med enten kniv (microkeratom) eller laser (femtosekundlaser)) en såkaldt "flap" (eller "lap") (Fig.1) i den overfladiske del af hornhindevævet, hvorefter der behandles med en fordampningslaser (excimerlaser) under "flappen". Excimerlaseren fordamper det væv, der er nødvendigt for at korrigere syns fejlen, hvorefter "flappen" igen lægges på plads. Kanten af "flappen" er ca. 20 mm lang og hestesko-formet samt placeret på den del af hornhinden, der er eksponeret, når øjet er åbent.
Dannelse af en overfladisk hornhinde "flap" ved LASIK-behandling. "Flappen" er ca. 20 mm lang og hesteskoformet. "Flappen" er placeret på den del af hornhinden, der er "blottet", når øjet er åbent og metodens store "achilleshæl". 

## Fordele og ulemper

### Fordele
- Ældre gennemtestet teknik
- Minimalt patient ubehag
- Stor præcision
- Kan behandle nærsynethed, bygningsfejl og langsynethed
- Hurtig synsrestitution (dage)
- Ingen risiko for hornhindeuklarheder

### Ulemper
- ”Flap” med vedvarende nedsat hornhindestabilitet
- ”Flap” komplikationer under og efter behandling

 Der er for få eller ingen kildehenvisninger i denne artikel, hvilket er et problem. Du kan hjælpe ved at angive troværdige kilder til de påstande, som fremføres i artiklen.